# Sidi Ahmed El-Abd
Sidi Ahmed El-Abd (ur. 5 maja 2001 w Nawakszucie) – mauretański piłkarz grający na pozycji środkowego pomocnika Jest wychowankiem klubu Nouakchott Kings.

## Kariera klubowa
Swoją karierę piłkarską El-Abd rozpoczął w klubie Nouakchott Kings. W sezonie 2020/2021 zadebiutował w jego barwach w pierwszej lidze maurutyjskiej. W 2022 roku zdobył z nim Puchar Mauretanii.

## Kariera reprezentacyjna
W reprezentacji Mauretanii El-Abd zadebiutował 29 sierpnia 2022 w wygranym 1:0 meczu Mistrzostw Narodów Afryki 2022 z Gwineą Bissau, rozegranym w Nawakszucie. W 2024 roku powołano go do kadry na Puchar Narodów Afryki 2023.